# Rallye Sanremo 1980
Le Rallye Sanremo 1980 (22. Rallye San Remo), disputé du 6 au 12 octobre 1980, est la quatre-vingt-quatrième manche du championnat du monde des rallyes (WRC) courue depuis 1973, et la neuvième manche du championnat du monde des rallyes 1980.

## Contexte avant la course

### Le championnat du monde
Ayant succédé en 1973 au championnat international des marques (en vigueur de 1970 à 1972), le championnat du monde des rallyes se dispute sur une douzaine de manches, dont les plus célèbres épreuves routières internationales, telles le Rallye Monte-Carlo, le Safari ou le RAC Rally. Parallèlement au championnat des constructeurs, la Commission Sportive Internationale (CSI) a depuis 1979 créé un véritable championnat des pilotes qui fait suite à la controversée Coupe des conducteurs instaurée en 1977, dont le calendrier incluait des épreuves de second plan. Pour la saison 1980, la CSI a exclu les manches suédoise et finlandaise du championnat constructeurs, ces deux épreuves comptant uniquement pour le classement des pilotes. Huit des douze manches du calendrier se disputent en Europe, deux en Afrique, une en Amérique du Sud et une en Océanie. Elles sont réservées aux voitures des catégories suivantes :
- Groupe 1 : voitures de tourisme de série
- Groupe 2 : voitures de tourisme spéciales
- Groupe 3 : voitures de grand tourisme de série
- Groupe 4 : voitures de grand tourisme spéciales

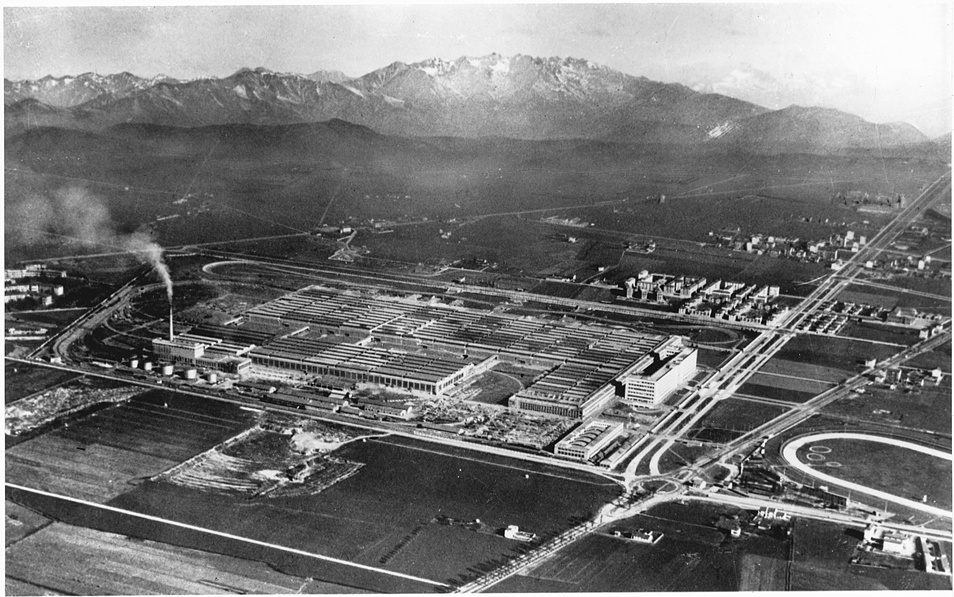
Les grèves affectant l'usine Mirafiori de Turin pourraient entraîner le forfait de Fiat.

Champion du monde des constructeurs 1979, Ford a officiellement cessé son implication en rallye, ayant cédé son matériel à des équipes privées dont l'écurie Rothmans, qui prépare les Escort RS1800 groupe 4 pour Ari Vatanen et Hannu Mikkola. Le retrait de Ford a bénéficié à Fiat, dont les 131 Abarth ont dominé la saison, grâce notamment à Walter Röhrl, victorieux au Rallye Monte-Carlo, au Portugal et en Argentine ; face aux Ford privées et à une équipe Datsun dont les berlines 160J s'avèrent robustes mais nettement moins puissantes, la marque italienne semble bien partie pour ajouter un troisième titre à son palmarès, après ceux acquis en 1977 et 1978. Fiat doit cependant composer avec les grèves affectant son usine de Turin, compromettant sa participation à la manche italienne du championnat.

### L'épreuve
Créée en 1928 sous le nom de « Rally dei Fiori », cette épreuve mixte (asphalte/terre) prit l'appellation « Rally Sanremo » en 1968. Elle fut intégrée au championnat international des marques dès sa création en 1970, devenu championnat du monde des rallyes en 1973. En 1977, les organisateurs modifièrent son tracé pour en faire une épreuve exclusivement sur goudron mais, devant la baisse de notoriété engendrée alors, revinrent au parcours mixte, plus sélectif, dès 1979, étendant l’itinéraire jusqu'en Toscane et en Emilie Romagne. Le Rallye Sanremo a souvent souri aux Lancia Stratos, victorieuses à cinq reprises au cours des six dernières éditions.

## Le parcours
- départ : 6 octobre 1980 de San Remo
- arrivée : 12 octobre 1980 à San Remo

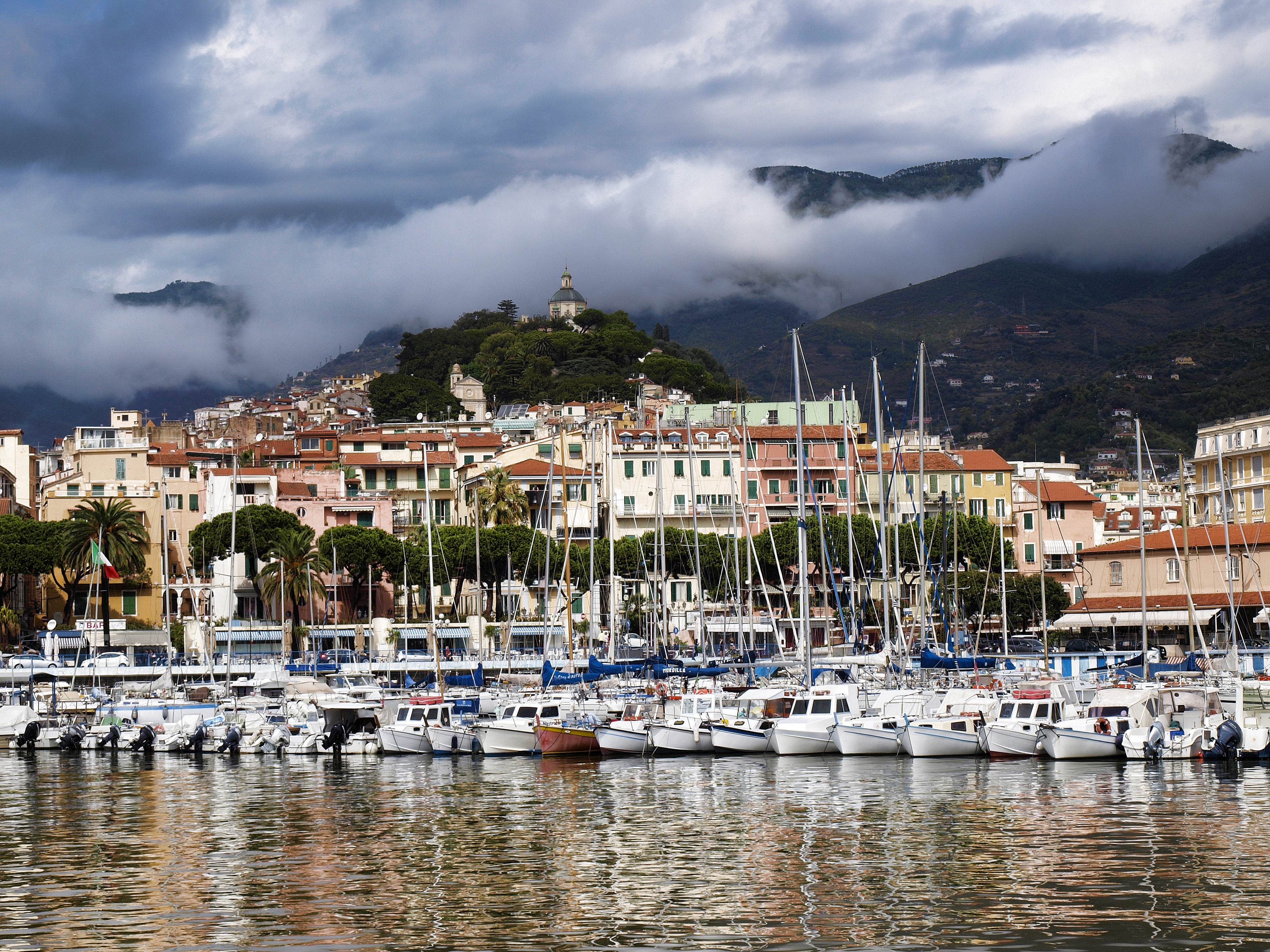
San Remo, en Ligurie, ville départ et arrivée du rallye du même nom.

- inspection technique  des véhicules les mieux classés : 12 octobre 1980 à Sanremo
- distance : 2865 km, dont 800,6 km sur 49 épreuves spéciales (51 épreuves initialement prévues, pour un total de 821,2 km chronométrés)
- surface : terre (65%) et asphalte (35%)
- Parcours divisé en quatre étapes[4]

### Première étape
- San Remo - Sienne, du 6 au 7 octobre
- distance : 889 km dont 189 sur 14 épreuves spéciales (4 sur asphalte et 10 sur terre) ; 16 épreuves spéciales (209,6 km) initialement prévues.
- remarque : le tronçon chronométré de Fiamm est parcouru deux fois de suite, correspondant aux épreuves spéciales 9A et 9B.

### Deuxième étape
- Sienne - Saint-Marin, du 7 au 8 octobre
- distance : 706,5 km dont 306 sur 17 épreuves spéciales (terre)

### Troisième étape
- Saint-Marin - San Remo, du 8 au 9 octobre
- distance : 898 km dont 149 sur 11 épreuves spéciales (7 sur asphalte et 4 sur terre)

### Quatrième étape
- San Remo - San Remo, du 10 au 11 octobre
- distance : 371,5 km dont 156,6 sur 7 épreuves spéciales (asphalte[5])

## Les forces en présence
- Fiat

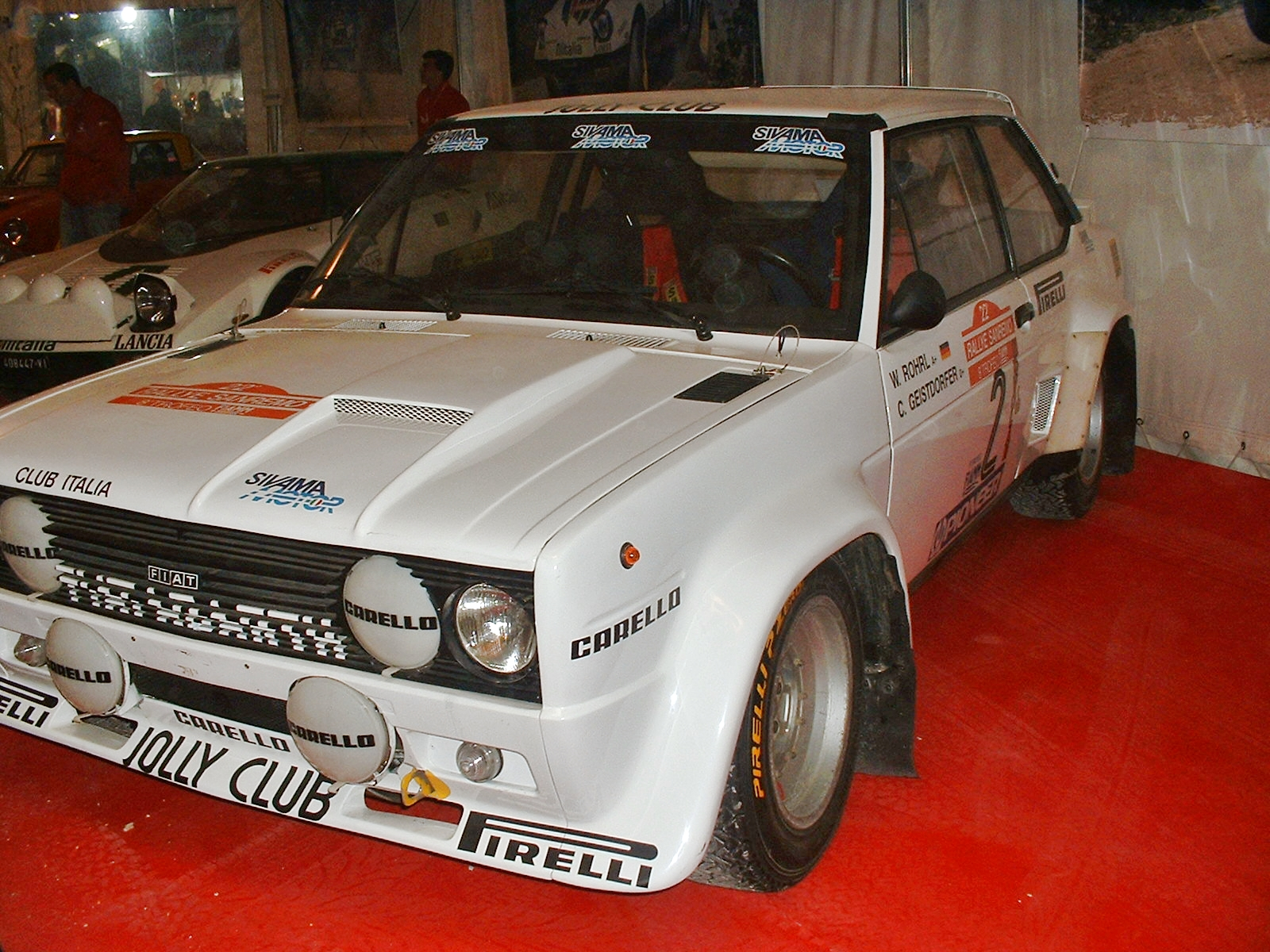
La Fiat 131 Abarth de Walter Röhrl a dû abandonner sa livrée officielle pour celle du Jolly Club.

En réaction au plan social annoncé en juin par le premier constructeur italien, prévoyant de mettre en chômage technique plusieurs milliers d'ouvriers de l'usine Fiat-Mirafiori de Turin, le principal site de production de la marque fait face à de nombreuses grèves et dans ce contexte les ouvriers n'ont pas donné leur accord à une participation au rallye Sanremo. L'équipe a néanmoins réussi à maintenir l'engagement de trois 131 Abarth groupe 4, sous les couleurs d'écuries privées. Walter Röhrl a récupéré le mulet prévu pour les reconnaissances du prochain Tour de Corse, un modèle allégé (920 kg), doté d'une suspension à ressorts courts conçue pour les routes goudronnées, une configuration qui risque de s'avérer délicate sur les pistes en terre, et plus particulièrement si le terrain est sec. La voiture a été renforcée peu avant le départ, repeinte aux couleurs du Jolly Club, et officiellement engagée par cette écurie. Markku Alén dispose quant à lui de l'ancienne voiture du pilote italien 'Lucky' au sein de l'équipe Quattro Rombi, un peu plus lourde et équipée de ressorts Bilstein adaptés aux épreuves sur terre, tout comme le modèle du River Team dont dispose Attilio Bettega. Ces trois 131 Abarth sont équipées d'un moteur deux litres seize soupapes à injection Kugelfischer développant 225 chevaux à 7500 tr/min, et utilisent des pneus Pirelli. L'équipe de mécaniciens s'appuie sur le volontariat, tandis que les véhicules d'assistance ont perdu leurs couleurs officielles. Au côté des pilotes d'usine, on trouve également Adartico Vudafieri et Antonio Tognana sur des 131 Abarth du Jolly Club. Fiat Grande-Bretagne avait proposé le volant d'un modèle identique au pilote argentin Jorge Recalde, mais ce dernier a finalement décliné l'offre.
- Datsun

Ayant encore une petite chance de remporter le titre constructeurs, Datsun a engagé deux berlines 160J groupe 2 (990 kg, moteur quatre cylindres de deux litres de cylindrée à simple arbre à cames alimenté par deux carburateurs double corps, 190 chevaux à 7400 tr/min). Elles sont aux mains de Timo Salonen et d'Harry Källström (qui effectue ici sa dernière course avant sa retraite sportive). La marque utilise des pneus Dunlop.
- Ford

L'équipe Rothmans a engagé deux Escort RS1800 groupe 4 pour Ari Vatanen et Hannu Mikkola. Préparées par David Sutton, ces voitures pèsent environ une tonne et sont équipées d'un moteur deux litres à double arbre à cames en tête, seize soupapes, alimenté par deux carburateurs double-corps Weber, délivrant 265 chevaux à 8500 tr/min. Comme les Datsun, elles sont chaussées de pneus Dunlop. La marque est également bien représentée en tourisme de série, avec notamment Angelo Presotto et Massimo Paolieri qui s'alignent sur des Escort RS2000.
- Opel

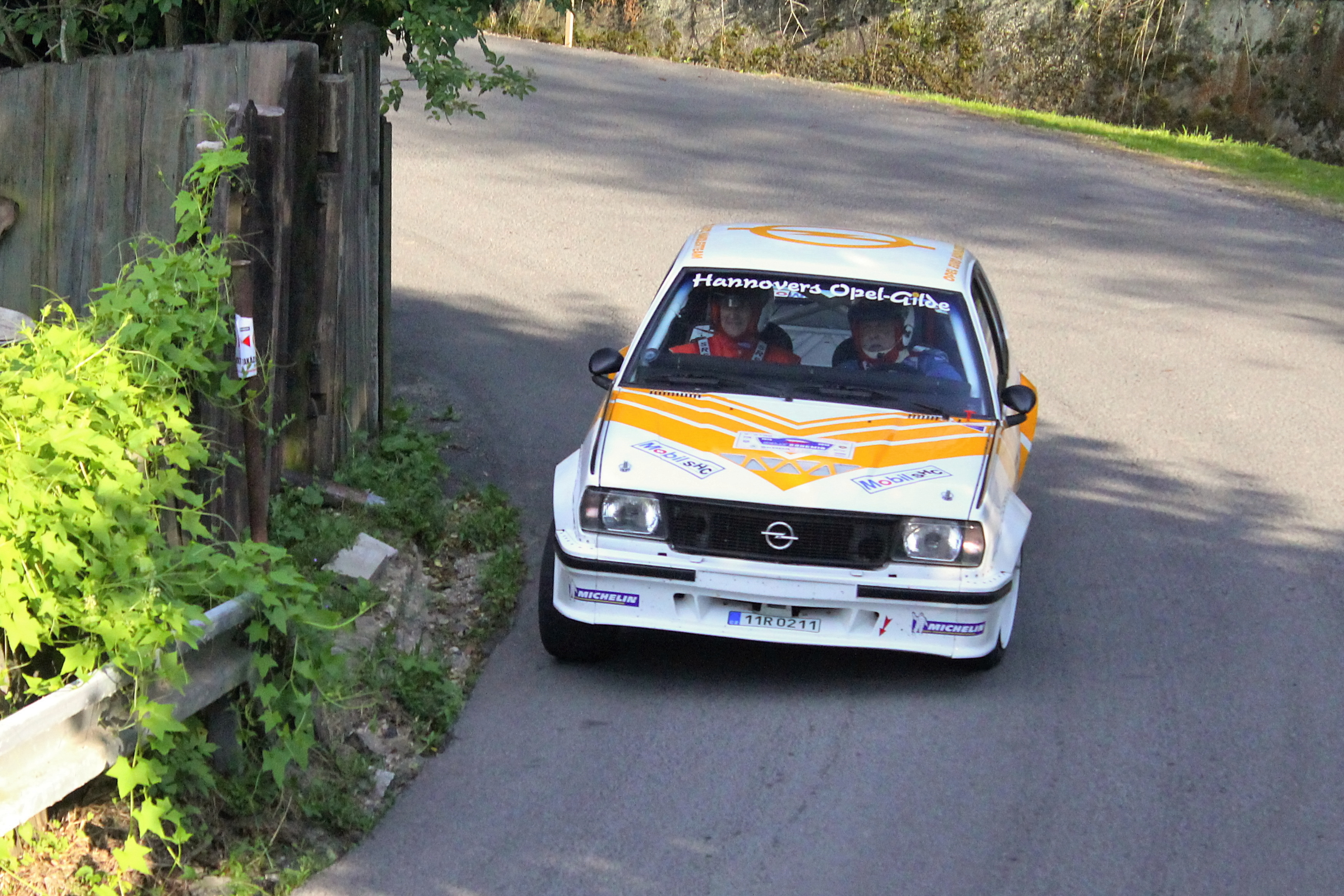
Une Opel Ascona 400 aux couleurs de l'Euro Händler Team lors d'un rallye historique.

L'Euro Händler Team a préparé deux Ascona 400 groupe 4 pour Anders Kulläng et Jochi Kleint. L'équipe allemande est épaulée par l'écurie de Virgilio Conrero, qui a également engagé deux Ascona 400 pour 'Tony' et Dario Cerrato. Ces modèles pèsent environ 1100 kg et sont motorisés par un quatre cylindres de 2420 cm3, avec distribution par double arbre à cames en tête et seize soupapes. L'alimentation est assurée par deux carburateurs double-corps Weber pour les versions de l'Euro Händler Team (245 chevaux à 6900 tr/min), par injection mécanique Kugelfischer sur les versions Conrero (plus de 260 chevaux à 7200 tr/min). Les deux équipes font appel aux pneus Michelin. Beaucoup de pilotes indépendants s'alignent sur des Ascona groupe 1, les plus en vue étant Zordan Antonillo et Michele Cane, ainsi que le jeune espoir Massimo Biasion. 
- Talbot

La filiale britannique du groupe PSA a engagé deux Sunbeam Lotus groupe 2 (1050 kg, moteur quatre cylindres seize soupapes de 2200 cm3 alimenté par deux carburateurs double-corps), dont la puissance a été récemment portée à 250 chevaux. Confiées à Guy Fréquelin et Henri Toivonen, elles sont équipées de pneus Michelin.
- Alfa Romeo

Filiale sportive officielle du constructeur milanais, Autodelta fait débuter en championnat du monde ses coupés Alfetta GTV Turbodelta, homologués en groupe 4. Deux voitures de ce type ont été engagées pour Mauro Pregliasco et Maurizio Verini. Elles sont motorisées par un moteur quatre cylindres de deux litres de cylindrée, suralimenté par un turbocompresseur, d'une puissance de l'ordre de 300 chevaux. Comme les Fiat, les Alfa Romeo sont dotées de pneus Pirelli.
- Lancia

Fabrizio Tabaton dispose de la Stratos HF groupe 4 de l'écurie Grifone. C'est le seul modèle de ce type engagé sur ce rallye. Pesant 970 kg, la Stratos, avec son moteur V6 de 2400 cm3 développant 280 chevaux à 8000 tr/min, est toujours une sérieuse candidate à la victoire. Elle est équipée de pneus Pirelli.

## Déroulement de la course

### Première étape

#### San Remo - Castel Nuovo
Les 77 équipages s’élancent de San Remo le lundi, après la tombée de la nuit. Aussitôt après le départ, Attilio Bettega doit faire refixer le différentiel de sa Fiat 131 Abarth et écope de treize minutes de pénalisation, avant même d'aborder les premières épreuves chronométrées. Le jeune pilote italien a perdu toute chance de bien figurer, mais se montre cependant le plus rapide dans le secteur du Col d'Oggia, devançant de peu la Lancia Stratos de son compatriote Fabrizio Tabaton qui prend momentanément la tête de la course, devant l'Opel de Dario Cerrato et la Fiat de Walter Röhrl. Ne disposant pas de pneus très performants sur asphalte, les Ford d'Ari Vatanen et Hannu Mikkola sont au delà de la dixième place, tout comme les Datsun de Timo Salonen et Harry Källström. Tabaton conserve le commandement après la seconde épreuve spéciale mais dans les épreuves suivantes Cerrato et Röhrl prennent l'avantage. Après le secteur de Baiardo, quatrième et dernière épreuve sur goudron de l'étape, Cerrato possède deux secondes d'avance sur Röhrl et dix sur Tabaton. Auteur d'un beau début de course sur son Alfa Romeo à moteur turbo, Mauro Pregliasco pointe à la quatrième place, juste devant l'Opel de 'Tony' et la Fiat d'Adartico Vudafieri. Les autres, emmenés par la Fiat de Markku Alén, comptent plus d'une minute de retard sur l'équipage de tête.
Après une liaison autoroutière (où Maurizio Verini abandonne, son Alfa Romeo ayant pris feu), les concurrents gagnent la Toscane et son parcours sélectif qui se déroule exclusivement sur terre. Bien qu'en difficulté avec sa Fiat préparée pour l’asphalte, Röhrl reprend momentanément la tête de la course, mais se fait bientôt dépasser par Cerrato, puis par Alén. Au petit matin, à la neutralisation de Castel Nuovo, Cerrato et Alén se partagent le commandement, dix secondes devant Röhrl qui donne le maximum pour ne pas trop se faire distancer sur ce type de parcours. Quatrième, Vatanen se maintient à moins d'une minute des voitures de tête, précédant son Mikkola et Kleint, alors qu'Anders Kulläng vient de renoncer, trahi par la boîte de vitesses de son Opel.
| Pos. | Pilote        | Copilote              | Voiture            | Groupe | Temps           | Écart        |
| ---- | ------------- | --------------------- | ------------------ | ------ | --------------- | ------------ |
| 1    | Dario Cerrato | Luciano Guizzardi     | Opel Ascona 400    | 4      | 1 h 33 min 52 s |              |
| 1=   | Markku Alén   | Ilkka Kivimäki        | Fiat 131 Abarth    | 4      | 1 h 33 min 52 s | -            |
| 3    | Walter Röhrl  | Christian Geistdörfer | Fiat 131 Abarth    | 4      | 1 h 34 min 02 s | + 10 s       |
| 4    | Ari Vatanen   | David Richards        | Ford Escort RS1800 | 4      | 1 h 34 min 39 s | + 47 s       |
| 5    | Hannu Mikkola | Arne Hertz            | Ford Escort RS1800 | 4      | 1 h 35 min 30 s | + 1 min 38 s |
| 6    | Jochi Kleint  | Gunter Wanger         | Opel Ascona 400    | 4      | 1 h 35 min 38 s | + 1 min 46 s |

#### Castel Nuovo - Sienne
Les équipages repartent de Castel Nuovo après une courte pause. Cerrato et Alén continuent à se disputer le commandement jusqu'au secteur n°12, où une crevaison fait perdre une minute au pilote italien qui rétrograde à la quatrième place. Röhrl continue à perdre un peu de temps sur la terre, et se fait bientôt dépasser par Vatanen. Cette partie du parcours se révèle difficile : c'est tout d'abord Vudafieri qui abandonne sur sortie de route, bientôt imité par Salonen (jante cassée à la suite d'une touchette) et par Tabaton (moteur hors d'usage). Souvent le plus rapide du groupe 2, Henri Toivonen est sorti de la route au volant de sa Talbot ; il a perdu onze minutes et de nombreuses places. Malgré des problèmes de freins, Alén rallie Sienne en tête, précédant Vatanen de trente-quatre secondes. Röhrl est parvenu à se maintenir en troisième position, juste devant Cerrato. Tous deux comptent un peu plus d'une minute de retard sur Alén, et précèdent Mikkola d'une trentaine de secondes. Sixième à seulement quelques secondes de la deuxième Ford, Guy Fréquelin est largement en tête du groupe 2. En tourisme de série, le jeune espoir Massimo Biasion, sur Opel Ascona, précède l'Escort d'Angelo Presotto, favori de cette catégorie. Après leurs déboires initiaux, Toivonen et Bettega n’occupent que les seizième et dix-septième places. Sur soixante-dix-sept concurrents au départ, vingt-trois ont déjà renoncé.

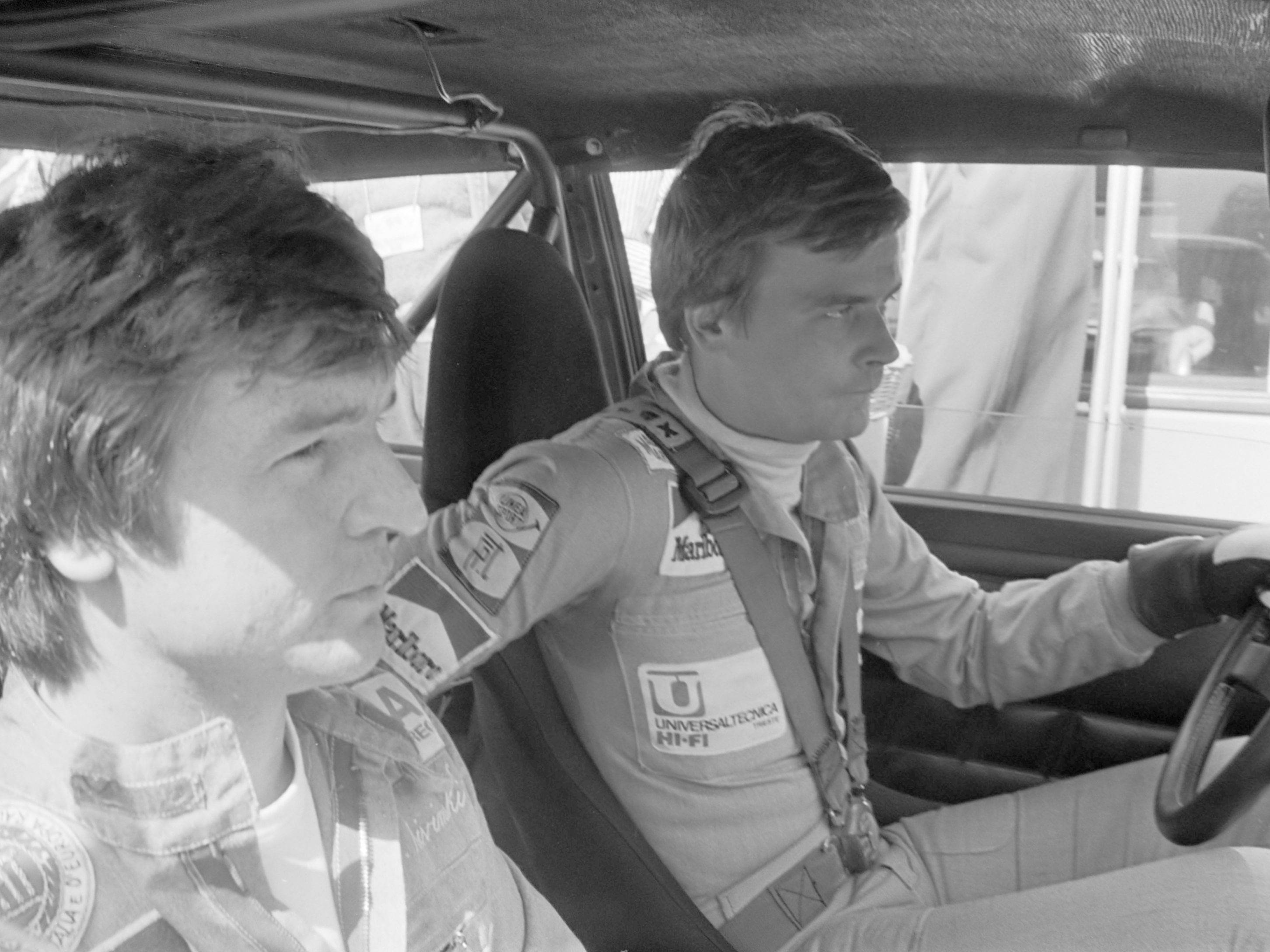
L'équipage Alén - Kivimäki, en tête au terme de la première étape, à Sienne.

| Pos. | Pilote           | Copilote              | Voiture                      | Groupe | Temps           | Écart         |
| ---- | ---------------- | --------------------- | ---------------------------- | ------ | --------------- | ------------- |
| 1    | Markku Alén      | Ilkka Kivimäki        | Fiat 131 Abarth              | 4      | 2 h 20 min 59 s |               |
| 2    | Ari Vatanen      | David Richards        | Ford Escort RS1800           | 4      | 2 h 21 min 33 s | + 34 s        |
| 3    | Walter Röhrl     | Christian Geistdörfer | Fiat 131 Abarth              | 4      | 2 h 22 min 03 s | + 1 min 04 s  |
| 4    | Dario Cerrato    | Luciano Guizzardi     | Opel Ascona 400              | 4      | 2 h 22 min 05 s | + 1 min 06 s  |
| 5    | Hannu Mikkola    | Arne Hertz            | Ford Escort RS1800           | 4      | 2 h 22 min 31 s | + 1 min 32 s  |
| 6    | Guy Fréquelin    | Jean Todt             | Talbot Sunbeam Lotus         | 2      | 2 h 22 min 36 s | + 1 min 37 s  |
| 7    | Jochi Kleint     | Gunter Wanger         | Opel Ascona 400              | 4      | 2 h 23 min 09 s | + 2 min 10 s  |
| 8    | 'Tony'           | ‘Rudy’                | Opel Ascona 400              | 4      | 2 h 24 min 36 s | + 3 min 37 s  |
| 9    | Mauro Pregliasco | Vittorio Reisoli      | Alfa Romeo Alfetta GTV turbo | 4      | 2 h 24 min 40 s | + 3 min 41 s  |
| 10   | Antonio Tognana  | Sergio Cresto         | Fiat 131 Abarth              | 4      | 2 h 28 min 15 s | + 7 min 16 s  |
| 11   | Massimo Biasion  | Tiziano Siviero       | Opel Ascona 2000             | 1      |                 |               |
| 12   | Angelo Presotto  | Max Sghedoni          | Ford Escort RS2000           | 1      |                 |               |
| 13   | Michele Cane     | Renzo Melani          | Opel Ascona 2000             | 1      |                 |               |
| 14   | Harry Källström  | Claes Billstam        | Datsun 160J PA10             | 2      |                 |               |
| 16   | Henri Toivonen   | Antero Lindqvist      | Talbot Sunbeam Lotus         | 2      | 2 h 33 min 53 s | + 12 min 54 s |
| 17   | Attilio Bettega  | Arnaldo Bernacchini   | Fiat 131 Abarth              | 4      |                 |               |

### Deuxième étape

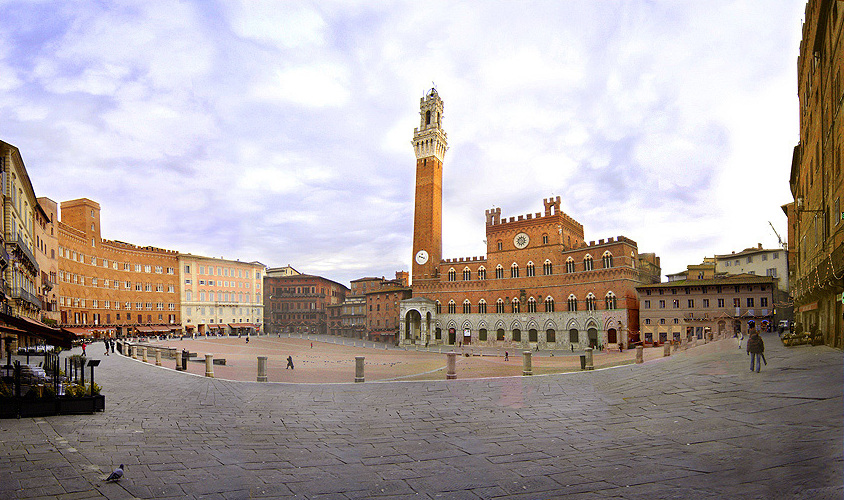
Le départ de la seconde étape est donné de la Piazza del Campo, à Sienne.

Les cinq-quatre équipages encore en course repartent de la Piazza del Campo de Sienne le mardi. La pluie a fait son apparition, rendant le terrain difficile. Malgré une consommation d'huile importante, Alén se maintient au commandement devant Vatanen, ce dernier revenant à neuf secondes de son compatriote avant qu’un piston ne cède sur la Fiat de tête. Vatanen prend alors la première place ; il compte alors près d'une minute d'avance sur Röhrl, lui-même talonné par Cerrato. Alors que Bettega a sérieusement cabossé sa voiture après un passage sur le toit (sans toutefois perdre trop de temps), on enregistre également les abandons de Källström (tête d'allumeur hors d'usage) et de Biasion (différentiel cassé). Attaquant au maximum dans les secteurs boueux, Röhrl parvient à revenir à une seconde de Vatanen (qui a été gêné par un désembuage défaillant et légèrement retardé par une sortie de route dans une épingle). Le pilote finlandais va parvenir à reprendre un peu de champ après avoir fait monter des pneus plus étroits, mieux adaptés au terrain. À Saint-Marin, terme de la seconde étape, l'écart avec Röhrl est remonté à trente-six secondes, alors que le pilote Ford avait pour objectif de se constituer une avance de l'ordre de cinq minutes pour se mettre à l'abri d'un retour du champion allemand lors des deux dernières étapes, disputées principalement sur asphalte. Longuement retardé par une crevaison, Cerrato a été écarté de la lutte en tête, ayant plongé à la sixième place derrière Fréquelin, Kleint et Mikkola. L’abandon de Biasion a permis à Presotto, neuvième au classement général, de s'installer en tête du groupe 1. Vingt-neuf voitures, dont l'Alfa Romeo de Pregliasco (pompe à essence) et la Fiat 131 de Tognana (transmission) n'ont pu terminer cette éprouvante étape, seules vingt-cinq restant en course.
| Pos. | Pilote          | Copilote              | Voiture              | Groupe | Temps           | Écart         |
| ---- | --------------- | --------------------- | -------------------- | ------ | --------------- | ------------- |
| 1    | Ari Vatanen     | David Richards        | Ford Escort RS1800   | 4      | 6 h 32 min 40 s |               |
| 2    | Walter Röhrl    | Christian Geistdörfer | Fiat 131 Abarth      | 4      | 6 h 33 min 16 s | + 36 s        |
| 3    | Guy Fréquelin   | Jean Todt             | Talbot Sunbeam Lotus | 2      | 6 h 35 min 56 s | + 3 min 16 s  |
| 4    | Jochi Kleint    | Gunter Wanger         | Opel Ascona 400      | 4      | 6 h 39 min 07 s | + 6 min 27 s  |
| 5    | Hannu Mikkola   | Arne Hertz            | Ford Escort RS1800   | 4      | 6 h 41 min 11 s | + 8 min 31 s  |
| 6    | Dario Cerrato   | Luciano Guizzardi     | Opel Ascona 400      | 4      | 6 h 47 min 14 s | + 14 min 34 s |
| 7    | Henri Toivonen  | Antero Lindqvist      | Talbot Sunbeam Lotus | 2      | 6 h 47 min 42 s | + 15 min 02 s |
| 8    | Attilio Bettega | Arnaldo Bernacchini   | Fiat 131 Abarth      | 4      | 6 h 55 min 42 s | + 23 min 02 s |
| 9    | Angelo Presotto | Max Sghedoni          | Ford Escort RS2000   | 1      | 7 h 03 min 31 s | + 30 min 51 s |
| 10   | Michele Cane    | Renzo Melani          | Opel Ascona 2000     | 1      | 7 h 06 min 44 s | + 34 min 04 s |

### Troisième étape

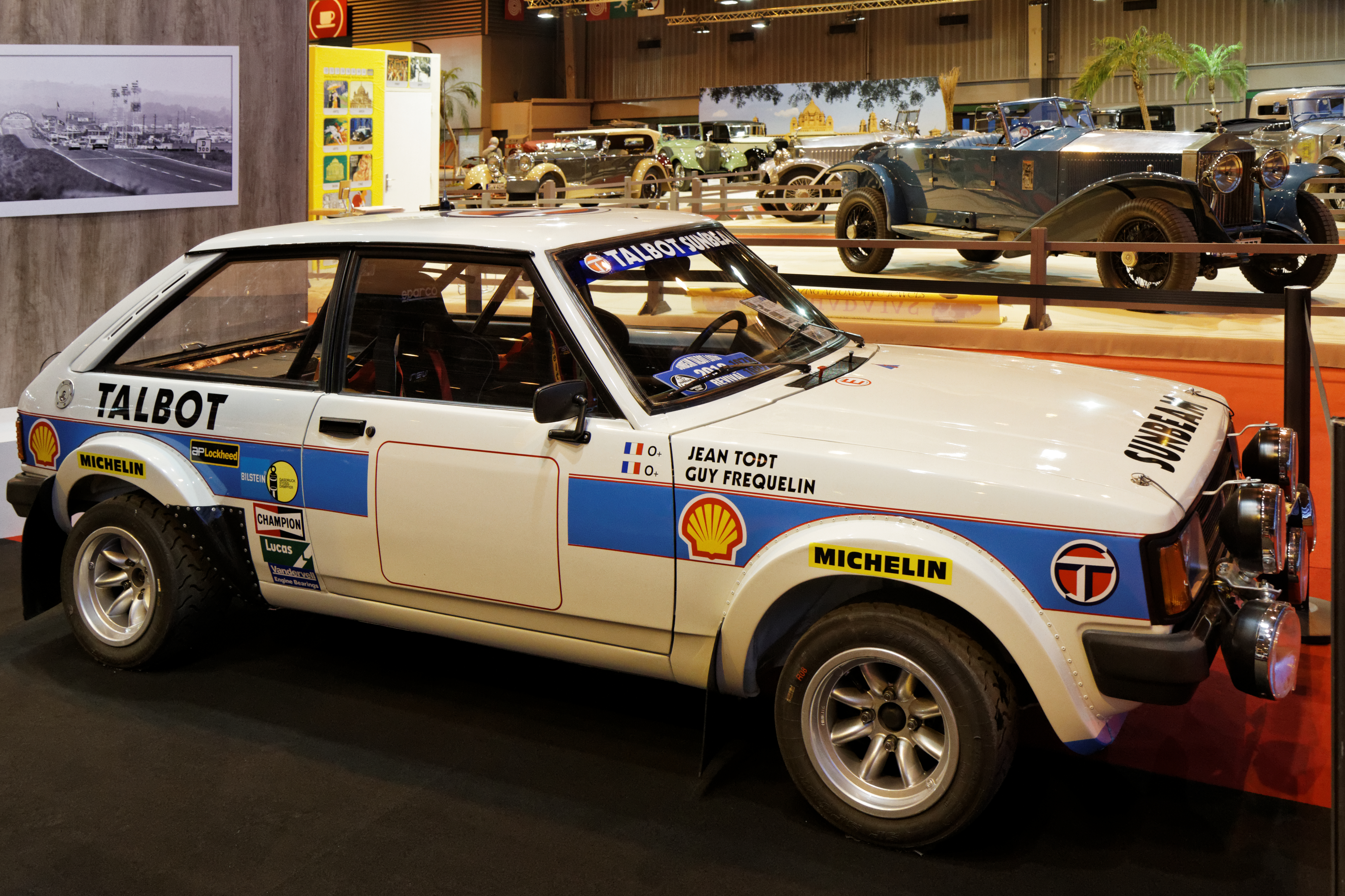
La Talbot Lotus de Guy Fréquelin. L'étape n'a pas été favorable au pilote français, qui a perdu dix minutes et la troisième place à cause d'un moteur récalcitrant.

Le beau temps est revenu le mercredi, au départ de Saint-Marin. Seuls les quatre premiers tronçons chronométrés vont se courir sur terre, le reste du parcours se faisant sur asphalte. La touchette de Vatanen la veille a endommagé les ressorts arrière de son Escort, et le pilote finlandais ne peut résister à Röhrl qui reprend d’emblée la tête de la course. Il va dès lors augmenter constamment son avance : avant d'aborder les routes goudronnées, l'écart entre le pilote allemand et son rival est de dix-neuf secondes ; sur le bitume, Röhrl va prendre le large au rythme d'une seconde au kilomètre et à l'arrivée à San Remo, alors que la pluie est réapparue, près de deux minutes sépareront les deux équipages. Confortable troisième après les dernières spéciales sur terre, Fréquelin a perdu dix minutes au point d'assistance, le moteur refusant longtemps de redémarrer. Il perd alors deux places au profit de Kleint et Mikkola, conservant néanmoins la tête du groupe 2. Kleint ne pourra conserver longtemps sa troisième place, perdant trois minutes à cause d'une crevaison, au profit de Mikkola. Sixième derrière Fréquelin au terme de cette avant-dernière étape, Cerrato est talonné par Toivonen, revenu à moins d'une minute du pilote italien. Vingt-deux équipages restent encore en course.
| Pos. | Pilote           | Copilote              | Voiture              | Groupe | Temps           | Écart             |
| ---- | ---------------- | --------------------- | -------------------- | ------ | --------------- | ----------------- |
| 1    | Walter Röhrl     | Christian Geistdörfer | Fiat 131 Abarth      | 4      | 8 h 24 min 42 s |                   |
| 2    | Ari Vatanen      | David Richards        | Ford Escort RS1800   | 4      | 8 h 26 min 26 s | + 1 min 44 s      |
| 3    | Hannu Mikkola    | Arne Hertz            | Ford Escort RS1800   | 4      | 8 h 33 min 28 s | + 8 min 46 s      |
| 4    | Jochi Kleint     | Gunter Wanger         | Opel Ascona 400      | 4      | 8 h 33 min 56 s | + 9 min 14 s      |
| 5    | Guy Fréquelin    | Jean Todt             | Talbot Sunbeam Lotus | 2      | 8 h 38 min 20 s | + 13 min 38 s     |
| 6    | Dario Cerrato    | Luciano Guizzardi     | Opel Ascona 400      | 4      | 8 h 38 min 35 s | + 13 min 53 s     |
| 7    | Henri Toivonen   | Antero Lindqvist      | Talbot Sunbeam Lotus | 2      | 8 h 39 min 22 s | + 14 min 40 s     |
| 8    | Attilio Bettega  | Arnaldo Bernacchini   | Fiat 131 Abarth      | 4      | 8 h 48 min 56 s | + 24 min 14 s     |
| 9    | Angelo Presotto  | Max Sghedoni          | Ford Escort RS2000   | 1      | 9 h 02 min 27 s | + 37 min 45 s     |
| 10   | Antonillo Zordan | Orlando Dalla Benatta | Opel Ascona 2000     | 1      | 9 h 33 min 49 s | + 1 h 09 min 07 s |

### Quatrième étape
Au départ de cette dernière étape, si la course semble jouée pour la victoire au vu de la supériorité de la Fiat de Röhrl sur asphalte, la lutte est toujours serrée pour les places d'honneur. Comptant moins d'une demi-minute de retard sur Mikkola, Kleint peut encore viser la troisième place, d'autant que le terrain est plus favorable à l'Opel qu'à la Ford. Effectivement, sur le premier tronçon chronométré, long de quarante-sept kilomètres, le pilote allemand reprend trente secondes au Finlandais et repasse devant lui au classement général. Il ne profite cependant pas longtemps de sa position, un moteur cassé provoquant son abandon dans le secteur suivant. Cerrato avait également dû abandonner peu avant, transmission hors d'usage. Mikkola récupère la troisième place, juste devant Fréquelin et Toivonen, revenu sur les talons de son coéquipier. Les deux pilotes Talbot vont se disputer la quatrième place avant que le responsable de l'équipe ne fige les positions. La course s'achève sans autre changement, Röhrl remportant sa quatrième victoire de la saison avec une marge confortable sur les Ford de Vatanen et Mikkola. Quatrième juste devant Toivonen, Fréquelin s'adjuge la victoire en groupe 2. Malgré ses nombreux déboires, Bettega termine à la sixième place, devant Presotto, vainqueur du groupe 1. 

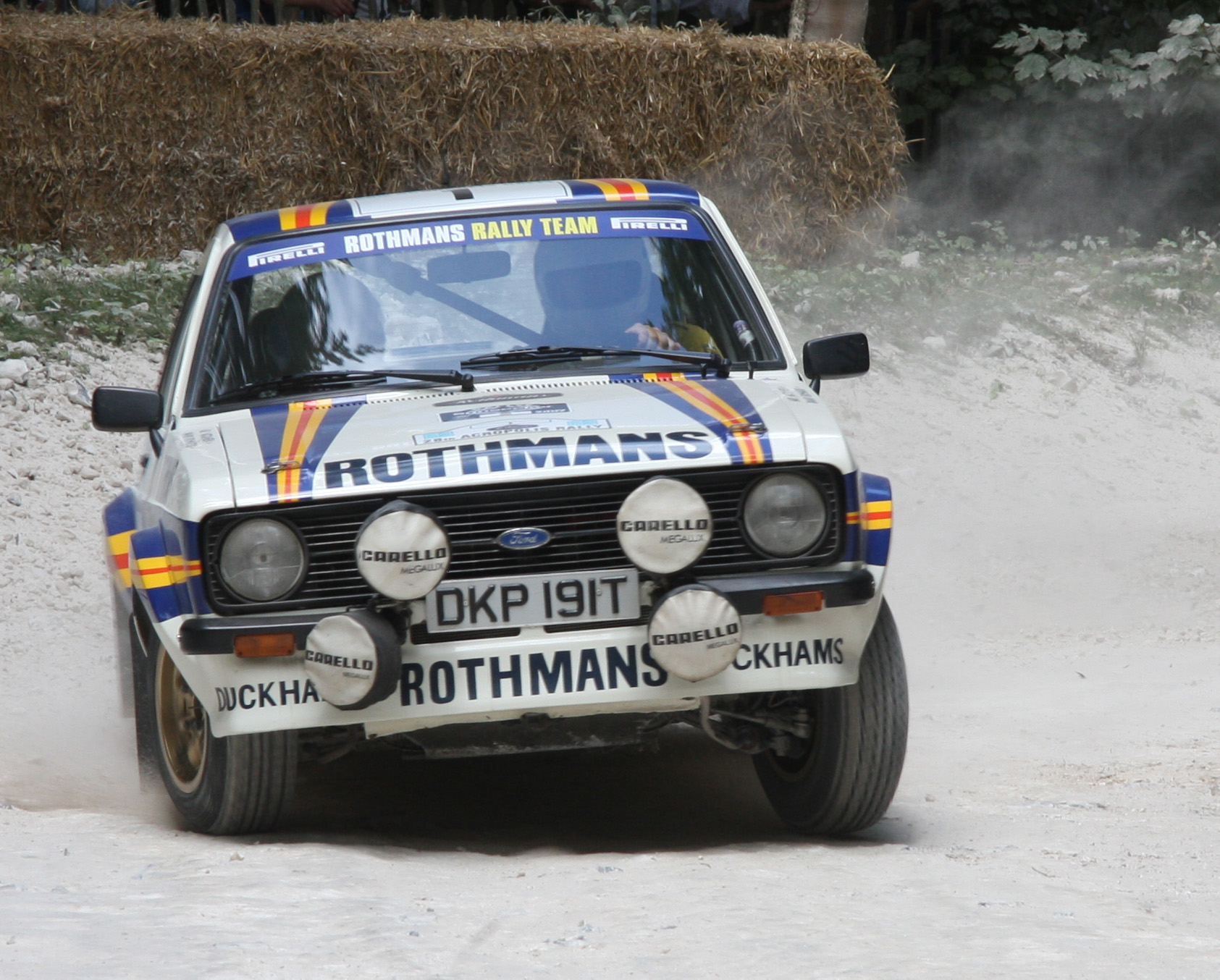
Une Ford Escort RS1800 groupe 4 aux couleurs Rothmans, semblable à celles d'Ari Vatanen et Hannu Mikkola, respectivement second et troisième à l'arrivée.

| Pos. | Pilote             | Copilote              | Voiture              | Groupe | Temps            | Écart             |
| ---- | ------------------ | --------------------- | -------------------- | ------ | ---------------- | ----------------- |
| 1    | Walter Röhrl       | Christian Geistdörfer | Fiat 131 Abarth      | 4      | 10 h 22 min 42 s |                   |
| 2    | Ari Vatanen        | David Richards        | Ford Escort RS1800   | 4      | 10 h 29 min 17 s | + 6 min 35 s      |
| 3    | Hannu Mikkola      | Arne Hertz            | Ford Escort RS1800   | 4      | 10 h 36 min 52 s | + 14 min 10 s     |
| 4    | Guy Fréquelin      | Jean Todt             | Talbot Sunbeam Lotus | 2      | 10 h 39 min 29 s | + 16 min 47 s     |
| 5    | Henri Toivonen     | Antero Lindqvist      | Talbot Sunbeam Lotus | 2      | 10 h 40 min 27 s | + 17 min 45 s     |
| 6    | Attilio Bettega    | Arnaldo Bernacchini   | Fiat 131 Abarth      | 4      | 10 h 48 min 02 s | + 25 min 20 s     |
| 7    | Angelo Presotto    | Max Sghedoni          | Ford Escort RS2000   | 1      | 11 h 14 min 50 s | + 52 min 08 s     |
| 8    | Antonillo Zordan   | Orlando Dalla Benatta | Opel Ascona 2000     | 1      | 11 h 54 min 34 s | + 1 h 31 min 52 s |
| 9    | Giorgio Bernocchi  | Federico Scotti       | Opel Ascona 400      | 4      | 12 h 28 min 45 s | + 2 h 06 min 03 s |
| 10   | Jean Pallanca      | Christian Audibert    | Porsche 911          | 3      | 12 h 40 min 27 s | + 2 h 17 min 45 s |
| 11   | Massimo Paolieri   | Giuseppe Agostini     | Ford Escort RS2000   | 1      | 12 h 40 min 52 s | + 2 h 18 min 10 s |
| 12   | Giovanni Recordati | Massimo Soffritti     | Opel Ascona 400      | 4      | 12 h 41 min 44 s | + 2 h 19 min 02 s |

### Classements intermédiaires
Classements intermédiaires des pilotes après chaque épreuve spéciale

### Classement général
| Pos | No | Pilote            | Copilote              | Voiture              | Temps            | Écart             | Groupe |
| --- | -- | ----------------- | --------------------- | -------------------- | ---------------- | ----------------- | ------ |
| 1   | 2  | Walter Röhrl      | Christian Geistdörfer | Fiat 131 Abarth      | 10 h 22 min 42 s |                   | 4      |
| 2   | 4  | Ari Vatanen       | David Richards        | Ford Escort RS1800   | 10 h 29 min 17 s | + 6 min 35 s      | 4      |
| 3   | 8  | Hannu Mikkola     | Arne Hertz            | Ford Escort RS1800   | 10 h 36 min 52 s | + 14 min 10 s     | 4      |
| 4   | 5  | Guy Fréquelin     | Jean Todt             | Talbot Sunbeam Lotus | 10 h 39 min 29 s | + 16 min 47 s     | 2      |
| 5   | 16 | Henri Toivonen    | Antero Lindqvist      | Talbot Sunbeam Lotus | 10 h 40 min 27 s | + 17 min 45 s     | 2      |
| 6   | 11 | Attilio Bettega   | Arnaldo Bernacchini   | Fiat 131 Abarth      | 10 h 48 min 02 s | + 25 min 20 s     | 4      |
| 7   | 22 | Angelo Presotto   | Max Sghedoni          | Ford Escort RS2000   | 11 h 14 min 50 s | + 52 min 08 s     | 1      |
| 8   | 27 | Antonillo Zordan  | Orlando Dalla Benatta | Opel Ascona 2000     | 11 h 54 min 34 s | + 1 h 31 min 52 s | 1      |
| 9   | 39 | Giorgio Bernocchi | Federico Scotti       | Opel Ascona 400      | 12 h 28 min 45 s | + 2 h 06 min 03 s | 4      |
| 10  | 56 | Massimo Paolieri  | Giuseppe Agostini     | Ford Escort RS2000   | 12 h 40 min 52 s | + 2 h 18 min 10 s | 1      |

### Hommes de tête
- ES1 à ES2 :  Fabrizio Tabaton -  Emilio Radaelli (Lancia Stratos HF)
- ES3 :  Walter Röhrl -  Christian Geistdörfer (Fiat 131 Abarth)
- ES4 :  Dario Cerrato -  Luciano Guizzardi (Opel Ascona 400)
- ES5 :  Walter Röhrl -  Christian Geistdörfer (Fiat 131 Abarth)
- ES6 à ES8:  Walter Röhrl -  Christian Geistdörfer (Fiat 131 Abarth) &  Dario Cerrato -  Luciano Guizzardi (Opel Ascona 400)
- ES9A :  Dario Cerrato -  Luciano Guizzardi (Opel Ascona 400)
- ES9B :  Dario Cerrato -  Luciano Guizzardi (Opel Ascona 400) &  Markku Alén -  Ilkka Kivimäki (Fiat 131 Abarth)
- ES10 :  Dario Cerrato -  Luciano Guizzardi (Opel Ascona 400)
- ES11 :  Dario Cerrato -  Luciano Guizzardi (Opel Ascona 400) &  Markku Alén -  Ilkka Kivimäki (Fiat 131 Abarth)
- ES12 à ES19 :  Markku Alén -  Ilkka Kivimäki (Fiat 131 Abarth)
- ES20 à ES32 :  Ari Vatanen –  David Richards (Ford Escort RS1800)
- ES33 à ES50 :  Walter Röhrl -  Christian Geistdörfer (Fiat 131 Abarth)

### Vainqueurs d'épreuves spéciales
- Walter Röhrl -  Christian Geistdörfer (Fiat 131 Abarth) : 17 spéciales (ES 2, 3, 22 à 25, 28 à 30, 40, 42, 43, 46 à 50)
- Henri Toivonen –  Antero Lindqvist (Talbot Sunbeam Lotus) : 9 spéciales (ES11, 16, 19, 21, 33, 35, 36, 44, 45)
- Ari Vatanen –  David Richards (Ford Escort RS1800) : 7 spéciales (ES 13, 15, 17, 26, 27, 31, 32)
- Dario Cerrato -  Luciano Guizzardi (Opel Ascona 400) : 6 spéciales (ES4, 10, 37 à 39, 41)
- Hannu Mikkola -  Arne Hertz (Ford Escort RS1800) : 5 spéciales (ES 5, 6, 9A, 34, 35)
- Attilio Bettega-  Arnaldo Bernacchini (Fiat 131 Abarth) : 2 spéciales (ES 1, 4)
- Markku Alén -  Ilkka Kivimäki (Fiat 131 Abarth) : 2 spéciales (ES 9B, 12)
- Jochi Kleint –  Gunther Wanger (Opel Ascona 400) : 2 spéciales (ES18, 20)
- Harry Källström –  Claes Billstam (Datsun 160J PA10) : 1 spéciale (ES14)

## Résultats des principaux engagés
| No | Pilote             | Copilote              | Voiture                      | Groupe | Classement général                             | Class. groupe |
| -- | ------------------ | --------------------- | ---------------------------- | ------ | ---------------------------------------------- | ------------- |
| 1  | 'Tony'             | ‘Rudy’                | Opel Ascona 400              | 4      | ab. dans la spéciale n°29 (freins)             | -             |
| 2  | Walter Röhrl       | Christian Geistdörfer | Fiat 131 Abarth              | 4      | 1er                                            | 1er           |
| 3  | Timo Salonen       | Seppo Harjanne        | Datsun 160J PA10             | 2      | ab. dans la spéciale n°12 (jante cassée)       | -             |
| 4  | Ari Vatanen        | David Richards        | Ford Escort RS1800           | 4      | 2e à 6 min 35 s                                | 2e            |
| 5  | Guy Fréquelin      | Jean Todt             | Talbot Sunbeam Lotus         | 2      | 4e à 16 min 47 s                               | 1er           |
| 6  | Anders Kulläng     | Bruno Berglund        | Opel Ascona 400              | 4      | ab. dans la spéciale 9B (boîte de vitesses)    | -             |
| 7  | Markku Alén        | Ilkka Kivimäki        | Fiat 131 Abarth              | 4      | ab. dans la spéciale n°20 (piston)             | -             |
| 8  | Hannu Mikkola      | Arne Hertz            | Ford Escort RS1800           | 4      | 3e à 14 min 10 s                               | 3e            |
| 9  | Jochi Kleint       | Gunter Wanger         | Opel Ascona 400              | 4      | ab. dans la spéciale n°45 (moteur)             | -             |
| 10 | Mauro Pregliasco   | Vittorio Reisoli      | Alfa Romeo Alfetta GTV turbo | 4      | ab. dans la spéciale n°28 (pompe à essence)    | -             |
| 11 | Attilio Bettega    | Arnaldo Bernacchini   | Fiat 131 Abarth              | 4      | 6e à 25 min 20 s                               | 4e            |
| 12 | Harry Källström    | Claes Billstam        | Datsun 160J PA10             | 2      | ab. dans la spéciale n°19 (distributeur)       | -             |
| 15 | Dario Cerrato      | Luciano Guizzardi     | Opel Ascona 400              | 4      | ab. dans la spéciale n°44 (demi-arbre)         | -             |
| 16 | Henri Toivonen     | Antero Lindqvist      | Talbot Sunbeam Lotus         | 2      | 5e à 17 min 45 s                               | 2e            |
| 18 | Adartico Vudafieri | Fabio Penariol        | Fiat 131 Abarth              | 4      | ab. dans la spéciale 9B (sortie de route)      | -             |
| 19 | Maurizio Verini    | Bruno Scabini         | Alfa Romeo Alfetta GTV turbo | 4      | ab. après la spéciale n°4 (incendie)           | -             |
| 21 | Jorge Recalde      | Nestor Straimel       | Fiat 131 Abarth              | 4      | Forfait                                        |               |
| 22 | Angelo Presotto    | Max Sghedoni          | Ford Escort RS2000           | 1      | 7e à 52 min 08 s                               | 1er           |
| 24 | Fabrizio Tabaton   | Emilio Radaelli       | Lancia Stratos HF            | 4      | ab. dans la spéciale n°13 (moteur)             | -             |
| 25 | Antonio Tognana    | Sergio Cresto         | Fiat 131 Abarth              | 4      | ab. dans la spéciale n°32 (demi-arbre)         | -             |
| 27 | Antonillo Zordan   | Orlando Dalla Benatta | Opel Ascona 2000             | 1      | 8e à 1 h 31 min 52 s                           | 2e            |
| 31 | Massimo Biasion    | Tiziano Siviero       | Opel Ascona 2000             | 1      | ab. dans la 2e étape (différentiel)            | -             |
| 33 | Michele Cane       | Renzo Melani          | Opel Ascona 2000             | 1      | ab. dans la 3e étape                           | -             |
| 39 | Giorgio Bernocchi  | Federico Scotti       | Opel Ascona 400              | 4      | 9e à 2 h 06 min 03 s                           | 5e            |
| 41 | Giovanni Recordati | Massimo Soffritti     | Opel Ascona 400              | 4      | 11e à 2 h 19 min 02 s                          | 6e            |
| 42 | Jean Pallanca      | Christian Audibert    | Porsche 911                  | 3      | Disqualifié (voiture non conforme) - était 10e | -             |
| 56 | Massimo Paolieri   | Giuseppe Agostini     | Ford Escort RS2000           | 1      | 10e à 2 h 18 min 10 s                          | 3e            |

## Classements des championnats à l'issue de la course

### Constructeurs
- attribution des points : 10, 9, 8, 7, 6, 5, 4, 3, 2, 1 respectivement aux dix premières marques de chaque épreuve, additionnés de 8, 7, 6, 5, 4, 3, 2, 1 respectivement aux huit premières de chaque groupe (seule la voiture la mieux classée de chaque constructeur marque des points). Les points de groupe ne sont attribués qu'aux concurrents ayant terminé dans les dix premiers au classement général.
- seuls les sept meilleurs résultats (sur dix épreuves) sont retenus pour le décompte final des points.

| Pos. | Marque        | Points | M-C  | POR  | SAF  | ACR  | ARG  | NZL  | SAN  | COR | RAC | BAN |
| ---- | ------------- | ------ | ---- | ---- | ---- | ---- | ---- | ---- | ---- | --- | --- | --- |
| 1    | Fiat          | 104    | 10+8 | 10+8 | -    | 8+7  | 10+8 | 9+8  | 10+8 |     |     |     |
| 2    | Ford          | 73     | 2+6  | 4+8  | -    | 10+8 | 5+6  | 4+4  | 9+7  |     |     |     |
| 3    | Datsun        | 67     | -    | -    | 10+8 | 9+8  | 7+7  | 10+8 | -    |     |     |     |
| 4    | Mercedes-Benz | 61     | -    | 7+6  | 8+8  | -    | 9+8  | 8+7  | -    |     |     |     |
| 5    | Opel          | 48     | 7+5  | -    | 6+7  | 7+6  | -    | -    | 3+7  |     |     |     |
| 6    | Talbot        | 31     | -    | 8+8  | -    | -    | -    | -    | 7+8  |     |     |     |
| 7    | Lancia        | 20     | 9+7  | -    | -    | 2+2  | -    | -    | -    |     |     |     |
| 8    | Toyota        | 18     | -    | 5+4  | -    | 5+4  | -    | -    | -    |     |     |     |
| 9    | Volkswagen    | 14     | 6+8  | -    | -    | -    | -    | -    | -    |     |     |     |
| 9=   | Peugeot       | 14     | -    | -    | -    | 1+1  | 6+6  | -    | -    |     |     |     |
| 11   | Vauxhall      | 12     | -    | -    | -    | -    | -    | 5+7  | -    |     |     |     |
| 12   | Porsche       | 10     | 2+8  | -    | -    | -    | -    | -    | -    |     |     |     |
| 13   | Mitsubishi    | 7      | -    | -    | -    | -    | -    | 1+6  | -    |     |     |     |
| 14   | FSO           | 2      | -    | 1+1  | -    | -    | -    | -    | -    |     |     |     |

### Pilotes
- attribution des points : 20, 15, 12, 10, 8, 6, 4, 3, 2, 1 respectivement aux dix premiers de chaque épreuve.
- seuls les sept meilleurs résultats (sur douze épreuves) sont retenus pour le décompte final des points.

| Pos. | Pilote           | Marque                        | Points | M-C | SUE | POR | SAF | ACR | ARG | FIN | NZL | SAN | COR | RAC | BAN |
| ---- | ---------------- | ----------------------------- | ------ | --- | --- | --- | --- | --- | --- | --- | --- | --- | --- | --- | --- |
| 1    | Walter Röhrl     | Fiat                          | 103    | 20  | -   | 20  | -   | 8   | 20  | -   | 15  | 20  |     |     |     |
| 2    | Ari Vatanen      | Ford                          | 50     | -   | -   | -   | -   | 20  | -   | 15  | -   | 15  |     |     |     |
| 3    | Hannu Mikkola    | Ford, Mercedes-Benz¹          | 49     | -   | 10  | -   | -   | -   | 15¹ | -   | 12¹ | 12  |     |     |     |
| 4    | Markku Alén      | Fiat                          | 47     | -   | -   | 15  | -   | 12  | -   | 20  | -   | -   |     |     |     |
| 5    | Timo Salonen     | Datsun                        | 45     | -   | 4   | -   | -   | 15  | -   | 6   | 20  | -   |     |     |     |
| 6    | Björn Waldegård  | Fiat, Mercedes-Benz¹          | 43     | 12  | 12  | 10¹ | 1¹  | -   | -   | -   | 8¹  | -   |     |     |     |
| 7    | Anders Kulläng   | Opel                          | 40     | 10  | 20  | -   | -   | 10  | -   | -   | -   | -   |     |     |     |
| 8    | Shekhar Mehta    | Datsun                        | 30     | -   | -   | -   | 20  | -   | 10  | -   | -   | -   |     |     |     |
| 9    | Per Eklund       | Volkswagen, Datsun¹, Triumph² | 23     | 8   | 3¹  | -   | -   | -   | -   | 12² | -   | -   |     |     |     |
| 10   | Guy Fréquelin    | Talbot                        | 22     | -   | -   | 12  | -   | -   | -   | -   | -   | 10  |     |     |     |
| 11   | Björn Johansson  | Opel                          | 18     | -   | 8   | -   | -   | -   | -   | 10  | -   | -   |     |     |     |
| 12   | Bernard Darniche | Lancia                        | 15     | 15  | -   | -   | -   | -   | -   | -   | -   | -   |     |     |     |
| 12=  | Stig Blomqvist   | Saab                          | 15     | -   | 15  | -   | -   | -   | -   | -   | -   | -   |     |     |     |
| 12=  | Rauno Aaltonen   | Datsun                        | 15     | -   | -   | -   | 15  | -   | -   | -   | -   | -   |     |     |     |
| 12=  | Attilio Bettega  | Fiat                          | 15     | 6   | -   | -   | -   | 3   | -   | -   | -   | 6   |     |     |     |
| 16   | Vic Preston Jr   | Mercedes-Benz                 | 12     | -   | -   | -   | 12  | -   | -   | -   | -   | -   |     |     |     |
| 16=  | Carlos Reutemann | Fiat                          | 12     | -   | -   | -   | -   | -   | 12  | -   | -   | -   |     |     |     |
| 16=  | Ove Andersson    | Toyota                        | 12     | -   | -   | 6   | -   | 6   | -   | -   | -   | -   |     |     |     |
| 19   | Mike Kirkland    | Datsun                        | 10     | -   | -   | -   | 10  | -   | -   | -   | -   | -   |     |     |     |
| 19=  | George Fury      | Datsun                        | 10     | -   | -   | -   | -   | -   | -   | -   | 10  | -   |     |     |     |